# Bulduri
Bulduri es un barrio de la ciudad de Jūrmala, Letonia.

## Superficie
Posee una superficie de 2,7 kilómetros cuadrados (270 hectáreas).

## Población
Hasta 2008 presentaba una población de 3070 habitantes, con una densidad de población de 1137,0 habitantes por kilómetro cuadrado.